# ドゥッラーニー朝
ドゥッラーニー朝（パシュトー語: د درانیانو واکمني）は、18世紀のアフガニスタンに成立した王朝。1747年にアフマド・シャーがイランのアフシャール朝から自立して興した。ただし「ドゥッラーニー朝」の呼称が指し示す範囲についてはいくつかの定義がある。
アフマド・シャーはパシュトゥーン人のドゥッラーニー部族連合サドーザイ部族の出身であった。狭義のドゥッラーニー朝（1747年 - 1826年）は、アフマド・シャーとその子孫の王朝（サドーザイ朝）・国家（ドゥッラーニー帝国）を指す。
ドゥッラーニー部族連合による王朝という意味では、サドーザイ朝（1747年 - 1826年）と、続くバーラクザイ朝（1826年 - 1973年）をあわせてドゥッラーニー朝という。

## 名称
「ドゥッラーニー」はパシュトゥーン語で「真珠の時代」を意味する。
1747年から1973年までの王朝について「ドゥッラーニー朝＋バーラクザーイー朝」、「ドゥッラーニー朝（サドーザイ朝）＋ドゥッラーニー朝（バーラクザイ朝）」、「サドーザイ朝＋バーラクザイ朝」という3つの名称が鼎立している状況である。
| 王朝名                    | 王朝名                                 | 王朝名                                    | できごと | できごと                                                                                         | 国名（国号）                                  |
| ------------------------- | -------------------------------------- | ----------------------------------------- | -------- | ------------------------------------------------------------------------------------------------ | --------------------------------------------- |
| ドゥッラーニー朝 （広義） | ドゥッラーニー朝（狭義）＝サドーザイ朝 | ドゥッラーニー朝（狭義）＝サドーザイ朝    | 1747年   | ドゥッラーニー部族連合サドーザイ部族のアフマド・シャーがアフガンのシャーに推戴される。           | ドゥッラーニー帝国 （アフガン帝国）           |
| ドゥッラーニー朝 （広義） | バーラクザイ朝 （広義）                | バーラクザイ朝（狭義） ＝ムハンマドザイ朝 | 1826年   | ドゥッラーニー部族連合バーラクザイ部族のドースト・ムハンマド・ハーンがカーブルでハーンを称する。 | アフガニスタン首長国 (Emirate of Afghanistan) |
| ドゥッラーニー朝 （広義） | バーラクザイ朝 （広義）                | バーラクザイ朝（狭義） ＝ムハンマドザイ朝 | 1835年   | ドースト・ムハンマド・ハーンが君主号をハーンからアミールに変更。                                 | アフガニスタン首長国 (Emirate of Afghanistan) |
| ドゥッラーニー朝 （広義） | バーラクザイ朝 （広義）                | バーラクザイ朝（狭義） ＝ムハンマドザイ朝 | 1926年   | アマーヌッラー・ハーンが君主号をアミールからシャー（王）に変更。                                 | アフガニスタン王国                            |
| ドゥッラーニー朝 （広義） | バーラクザイ朝 （広義）                | ムサーヒバーン朝                          | 1929年   | 王家の分枝ムサーヒバーン家のムハンマド・ナーディル・シャーがシャー（王）となる。                 | アフガニスタン王国                            |
| ドゥッラーニー朝 （広義） | バーラクザイ朝 （広義）                | ムサーヒバーン朝                          | 1973年   | 王政が終了する                                                                                   | アフガニスタン王国                            |

## 歴史

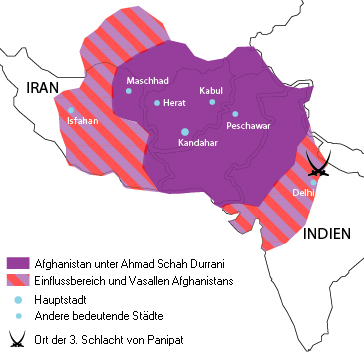
ドゥッラーニー朝の版図（紫）

### サドーザイ朝
1747年にイラン系遊牧民パシュトゥーン人のドゥッラーニー部族連合の一派ポーパルザイ部族（Popalzai）のサドーザイ部族がアフシャール朝から独立して建国。
清がジュンガル部を完全に制圧すると中国と国境を接するようになり、清の皇帝から朝貢を要求される。以後清の朝貢国となる。またこの時代はインド征服も盛んに行い、弱体化したムガル帝国にも何度も侵攻し、一時期デリーを領有した。
外交面では好戦的な一面も見せたが、周辺の遊牧国家とは親善を図った。

### バーラクザイ朝
1826年に王家が分裂し、分家が本家を滅ぼす形で王朝が交代し、バーラクザイ朝が創始される。

## 歴代のシャー

### サドーザイ朝
- アフマド・シャー・ドゥッラーニー（1747年 - 1773年）
- ティムール・シャー・ドゥッラーニー（英語版）（1773年 - 1793年）
- ザマーン・シャー・ドゥッラーニー（英語版）（1793年 - 1801年）
- マフムード・シャー・ドゥッラーニー（英語版）（1801年 - 1803年、1809年 - 1818年）
- シュジャー・シャー（1803年 - 1809年、1839年 - 1842年）
- アリー・シャー（英語版）（1818年 - 1819年）
- アイユーブ・シャー（英語版）（1819年 - 1823年）

1819年以降は、事実上カーブルのみの支配者。
バーラクザイ朝君主についてはバーラクザイ朝を参照。

## 系図
|  |  |                   |                   |                   |                   |                   |                   |  |  | アフマド・シャー1     |                       |                       |                       |                       |                       |  |  |                       |                       |                       |                       |                       |                       |  |  |                 |                 |                 |                 |                 |                 |  |  |                     |                     |                     |                     |                     |                     |  |  |  |  |
|  |  |                   |                   |                   |                   |                   |                   |  |  |                       |                       |                       |                       |                       |                       |  |  |                       |                       |                       |                       |                       |                       |  |  |                 |                 |                 |                 |                 |                 |  |  |                     |                     |                     |                     |                     |                     |  |  |  |  |
|  |  |                   |                   |                   |                   |                   |                   |  |  | ティムール・シャー2   |                       |                       |                       |                       |                       |  |  |                       |                       |                       |                       |                       |                       |  |  |                 |                 |                 |                 |                 |                 |  |  |                     |                     |                     |                     |                     |                     |  |  |  |  |
|  |  |                   |                   |                   |                   |                   |                   |  |  |                       |                       |                       |                       |                       |                       |  |  |                       |                       |                       |                       |                       |                       |  |  |                 |                 |                 |                 |                 |                 |  |  |                     |                     |                     |                     |                     |                     |  |  |  |  |
|  |  |                   |                   |                   |                   |                   |                   |  |  |                       |                       |                       |                       |                       |                       |  |  |                       |                       |                       |                       |                       |                       |  |  |                 |                 |                 |                 |                 |                 |  |  |                     |                     |                     |                     |                     |                     |  |  |  |  |
|  |  | ザマーン・シャー3 | ザマーン・シャー3 | ザマーン・シャー3 | ザマーン・シャー3 | ザマーン・シャー3 | ザマーン・シャー3 |  |  | マフムード・シャー4,6 | マフムード・シャー4,6 | マフムード・シャー4,6 | マフムード・シャー4,6 | マフムード・シャー4,6 | マフムード・シャー4,6 |  |  | シュジャー・シャー5,9 | シュジャー・シャー5,9 | シュジャー・シャー5,9 | シュジャー・シャー5,9 | シュジャー・シャー5,9 | シュジャー・シャー5,9 |  |  | アリー・シャー7 | アリー・シャー7 | アリー・シャー7 | アリー・シャー7 | アリー・シャー7 | アリー・シャー7 |  |  | アイユーブ・シャー8 | アイユーブ・シャー8 | アイユーブ・シャー8 | アイユーブ・シャー8 | アイユーブ・シャー8 | アイユーブ・シャー8 |  |  |  |  |